# ويليام هنري
ويليام هنري (بالإنجليزية: William Henry)‏ (و. 1914 – 1982 م) هو ممثل، وممثل تلفزيوني، من الولايات المتحدة الأمريكية، ولد في لوس أنجلوس، توفي في لوس أنجلوس، عن عمر يناهز 68 عاماً.

## وصلات خارجية
- ويليام هنري على موقع IMDb (الإنجليزية)
- ويليام هنري على موقع ألو سيني (الفرنسية)
- ويليام هنري على موقع أول موفي (الإنجليزية)
- ويليام هنري على موقع قاعدة بيانات الأفلام السويدية (السويدية)
- ويليام هنري على موقع قاعدة بيانات الفيلم (الإنجليزية)
- ويليام هنري على موقع كينوبويسك (الروسية)